# هايلاند بارك
هذا المقال عن هايلاند بارك (إلينوي) للاستخدامات الأخرى أنظر هايلاند بارك (توضيح).
هايلاند بارك (إلينوي) (بالإنجليزية: Highland Park, Illinois)‏ هي مدينة تقع في الولايات المتحدة في مقاطعة ليك، إلينوي. يقدر عدد سكانها بـ 29,763 نسمة.

## التركيبة السكانية
حدّد مكتب تعداد الولايات المتحدة بيانات التركيبة السكانية لهايلاند بارك في تعداد الولايات المتحدة. في ما يلي، التركيبة السكانية حسب تعدادي 2000 و2010.

### تعداد عام 2000
بلغ عدد سكان هايلاند بارك 31,365 نسمة بحسب تعداد عام 2000، وبلغ عدد الأسر 11,521 أسرة وعدد العائلات 8,918 عائلة مقيمة في المدينة. في حين سجلت الكثافة السكانية 986.6 نسمة لكل كيلومتر مربع (2,555.3/ميل2). وبلغ عدد الوحدات السكنية 11,934 وحدة بمتوسط كثافة قدره 375.4 لكل كيلومتر مربع (972.3/ميل2).
وتوزع التركيب العرقي للمدينة بنسبة 91.20% من البيض و1.78% من الأمريكيين الأفارقة و0.08% من الأمريكيين الأصليين و2.28% من الأمريكيين ذوي الأصول الآسيوية و0.01% من سكان جزر المحيط الهادئ و3.46% من الأعراق الأخرى و1.18% من عرقين مختلطين أو أكثر و8.90% من الهسبانيون أو اللاتينيون من أي عرق.
بلغ عدد الأسر 11,521 أسرة كانت نسبة 38.1% منها لديها أطفال تحت سن الثامنة عشر تعيش معهم، وبلغت نسبة الأزواج القاطنين مع بعضهم البعض 69.9% من أصل المجموع الكلي للأسر، ونسبة 5.8% من الأسر كان لديها معيلات من الإناث دون وجود شريك،  بينما كانت نسبة 1.7% من الأسر لديها معيلون من الذكور دون وجود شريكة وكانت نسبة 22.6% من غير العائلات. تألفت نسبة 19.5% من أصل جميع الأسر من عدة أفراد يعيشون في نفس المنزل ونسبة 9.3% كانت تتألف من شخص يعيش بمفرده يبلغ من العمر 65 عاماً أو أكثر. وبلغ متوسط حجم الأسرة المعيشية 2.71، أما متوسط حجم العائلات فبلغ 3.09.
بلغ العمر الوسطي للسكان 40.6 عاماً. وكانت نسبة 27% من القاطنين تحت سن الثامنة عشر، وكانت نسبة 4.6% بين الثامنة عشر والرابعة والعشرين عاماً، ونسبة 25.3% كانت واقعةً في الفئة العمرية ما بين الخامسة والعشرين والرابعة والأربعين عاماً، ونسبة 27.5% كانت ما بين الخامسة والأربعين والرابعة والستين، ونسبة 14.9% كانت ضمن فئة الخامسة والستين عاماً فما فوق. يوجد لكل 100 أنثى 95.8 ذكر، ويوجد لكل 100 أنثى في الثامنة عشر من عمرها فما فوق 92.4 ذكر.
بلغ متوسط دخل الأسرة في المدينة 100,967 دولارًا، أما متوسط دخل العائلة فبلغ 117,235 دولارًا. وكان متوسط دخل الذكور 83,121 دولارًا مقابل 41,175 دولارًا للإناث. وسجل دخل الفرد الخاص بالمدينة 55,331 دولارًا. وكانت نسبة 2.3% من العائلات ونسبة 3.8% من السكان تحت خط الفقر، وكان من هؤلاء نسبة 4% تحت سن الثامنة عشر ونسبة 3.1% في الخامسة والستين من العمر وما فوق.

### تعداد عام 2010
بلغ عدد سكان هايلاند بارك 29,763 نسمة بحسب تعداد عام 2010، وبلغ عدد الأسر 11,410 أسرة وعدد العائلات 8,516 عائلة مقيمة في المدينة. في حين سجلت الكثافة السكانية 936.2 نسمة لكل كيلومتر مربع (2,424.7/ميل2). وبلغ عدد الوحدات السكنية 12,256 وحدة بمتوسط كثافة قدره 385.5 لكل كيلومتر مربع (998.4/ميل2).
وتوزع التركيب العرقي للمدينة بنسبة 91.05% من البيض و1.84% من الأمريكيين الأفارقة و0.18% من الأمريكيين الأصليين و2.90% من الأمريكيين ذوي الأصول الآسيوية و0.03% من سكان جزر المحيط الهادئ و2.51% من الأعراق الأخرى و1.48% من عرقين مختلطين أو أكثر و7.28% من الهسبانيون أو اللاتينيون من أي عرق.
بلغ عدد الأسر 11,410 أسرة كانت نسبة 34.3% منها لديها أطفال تحت سن الثامنة عشر تعيش معهم، وبلغت نسبة الأزواج القاطنين مع بعضهم البعض 65.1% من أصل المجموع الكلي للأسر، ونسبة 6.9% من الأسر كان لديها معيلات من الإناث دون وجود شريك،  بينما كانت نسبة 2.6% من الأسر لديها معيلون من الذكور دون وجود شريكة وكانت نسبة 25.4% من غير العائلات. تألفت نسبة 22.3% من أصل جميع الأسر من عدة أفراد يعيشون في نفس المنزل ونسبة 12.5% كانت تتألف من شخص يعيش بمفرده يبلغ من العمر 65 عاماً أو أكثر. وبلغ متوسط حجم الأسرة المعيشية 2.59، أما متوسط حجم العائلات فبلغ 3.03.
بلغ العمر الوسطي للسكان 45.4 عاماً. وكانت نسبة 25.9% من القاطنين تحت سن الثامنة عشر، وكانت نسبة 4.5% بين الثامنة عشر والرابعة والعشرين عاماً، ونسبة 18.8% كانت واقعةً في الفئة العمرية ما بين الخامسة والعشرين والرابعة والأربعين عاماً، ونسبة 31.4% كانت ما بين الخامسة والأربعين والرابعة والستين، ونسبة 19.3% كانت ضمن فئة الخامسة والستين عاماً فما فوق. وتوزع التركيب الجنسي للسكان بنسبة 48.4% ذكور و51.6% إناث.

## المدن التوأمة
مدينة فيرارا هي مدينة توأمة لـهايلاند بارك (إلينوي).

## أعلام
- إدوارد ليندبرغ
- وليام غولدمان
- إدوارد ويستون
- جيف بيري
- غراس سليك
- ويليام بي ليفين
- فرانكلين مكمان
- ألكس بورستين
- ديك ماركس
- سيغموند ليفينغستون
- آرون سوارتز